# Macropoma
Macropoma és un gènere extint de sarcopterigi. Se n'han trobat restes fòssils a Anglaterra i Txecoslovàquia.

## Taxonomia
- † Macropoma mantelli
- † Macropoma lewesiensis
- † Macropoma praecursor
- † Macropoma willemoesii